# David E. Potter
David Edwin Potter (* 1943 in East London (Südafrika)) ist Gründer und Vorsitzender des Mikrocomputersystemunternehmens Psion.

## Frühes Leben
Potter wurde 1943 in East London, Südafrika, geboren und wuchs in Kapstadt auf. 1963 nahm er ein Beit-Stipendium an, um am Trinity College in Cambridge Naturwissenschaften zu studieren. Im Jahr 1966 erhielt er ein Commonwealth-Stipendium für ein Doktorat in mathematischer Physik am Imperial College London, wo er anschließend zum Mitarbeiter ernannt wurde. Als Akademiker lehrte er in den 1970er Jahren an der University of London und an der University of California, konsultierte und schrieb eine Reihe wissenschaftlicher Arbeiten und ein Buch über den Einsatz von Computern in der Physik.

## Karriere bei Psion
Potter gründete Psion im Jahr 1980. In seinen Anfangsjahren entwickelte sich Psion zu einem führenden Anbieter von Software für Heim-Mikrocomputer. 1984 erfand Psion „The Organizer“, den weltweit ersten tragbaren Volumencomputer für den persönlichen Gebrauch und zur Information.
Im Jahr 1988 leitete Potter den Börsengang von Psion an der Londoner Börse, wodurch sich die Größe und der Wert von Psion vervielfachten. Das Unternehmen expandierte weiter in die Bereiche Datenkommunikation und mobile Unternehmenslösungen. 1998 leitete Potter unter Nutzung der Erfahrung von Psion mit kleinen mobilen Betriebssystemen die Gründung von Symbian Limited in Zusammenarbeit mit Nokia, Ericsson, Motorola und Matsushita, um den Betriebssystemstandard für mobile drahtlose Geräte zu schaffen – jetzt bekannt als Symbian-Plattform.
Im Jahr 1999 trat Potter als Vorstandsvorsitzender des Unternehmens zurück und übernahm die Rolle des Vorsitzenden. Im September 2009 trat er als Vorsitzender zurück.

## Andere Aktivitäten
Potter war Mitglied des Londoner Regionalrates des Verbandes der britischen Industrie, Vorstandsmitglied des London First Centre und Co-Vorsitzender der Londoner Fertigungsgruppe. Von 1999 bis 2003 war er Mitglied des Rates für Wissenschaft und Technologie und berichtete an das Kabinett.
Potter war 1997 Mitglied des Nationalen Untersuchungsausschusses für Hochschulbildung (The Dearing Committee) und setzte sein Engagement in der Hochschulpolitik als Vorstandsmitglied des Hochschulfinanzierungsrates für England fort. Als Gastwissenschaftler des Nuffield College, Ehrenmitglied des Imperial College, London und Ehrenmitglied und Gouverneur der London Business School war er außerdem umfassend in Bildungseinrichtungen engagiert.
Im Jahr 1993 erhielt Potter die Mountbatten-Medaille von der Institution of Electrical Engineers und erhielt die Ehrendoktorwürde mehrerer Universitäten, darunter Warwick, Sheffield, Edinburgh und York.
Er hat zahlreiche Vorträge über Technologie und die New Economy gehalten, darunter die Stockton-Vorlesung an der London Business School im Jahr 1998, eine der Millennium-Vorlesungen in 10 Downing Street im Jahr 1999 und die Tacitus-Vorlesung im Jahr 2000 in der Guildhall.
Er ist ein ehemaliger Spender der Labour Party (UK).
Im September 2017 wurde er zum Ehrenvorsitzenden von Planet Computers ernannt, einem Crowdfunding-Startup, das den Gemini-PDA herstellt, einen spirituellen Nachfolger der Psion Series 5.